# 현상 (철학)

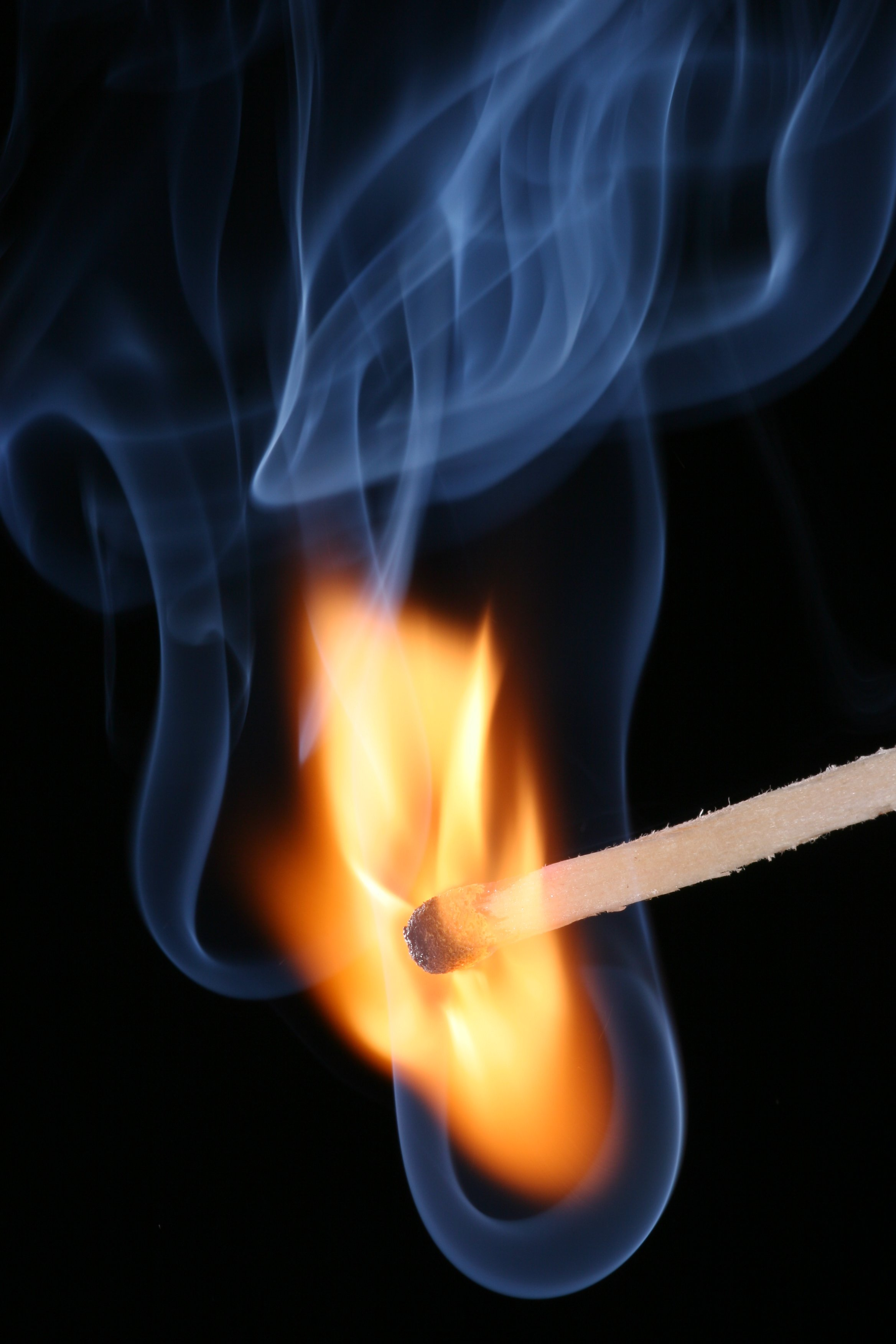

현상(現象, 고대 그리스어: φαινόμενον, 영어: phenomenon)은 실제로 드러나 있는 것, 볼 수도 있고 느낄 수도 있는 것을 말한다.
자연도 그러하다. 집이나 거리나 마을이나 들판이나 산이나 나무도 그러하지만 개개의 하나하나라기보다 그것들 전체의 변전하는 그대로의 모습이다.
1. 이렇다, 저렇다고 관찰되는 모든 사실.
2. 스스로의 적나라하게 드러내는 한에 있어서의 사실. 이 근저에 본체나 본질을 생각하지 않는다.
3. 현상과 본질이라는 상대적인 개념으로 말한다면 그 본질의 외면적인 표현이다.
4. 현상과 본질은 플라톤이 분류했으며, 그는 이데아계(界)를 정말로 있는 것, 드러나 있는 동안에만 있는 것이라 했다.

감각적 인식의 대상이라 하여 이성적 인식의 대상과 구별되었다.
칸트는 인식의 형식, 즉 시간이라든가 공간이라든가 하는 범주로써 질서가 이루어진 것이라 했다.
마르크스는 현상을 떠나서 본질은 있을 수 없다고 하여 주관적인 것이 아니라고 했다.

## 같이 보기
- 본질
- 전기 현상 목록
- 경험
- 직관
- 효과 목록
- 전기 현상 목록
- 인터넷 밈 목록
- 관측
- 광학 현상